# 西庄 (嘉義縣)
西庄，是臺灣嘉義縣新港鄉的一個傳統地域名稱，位於該鄉東北部。相較於今日行政區，其範圍大致包括西庄村不含東部邊界地帶北大段及西南部邊界地帶中段及北部中央凸出部分及西北部凸出部分的北北西側、大潭村東北部邊界地帶，以及民雄鄉菁埔村西端。

## 歷史
台灣日治初期，西庄地區為一街庄（舊制街庄），即稱為「西庄」，隸屬於打貓南堡。該庄北與海豐仔庄、崙尾庄、本廳庄為鄰，東與厝仔庄、菁埔庄為鄰，南邊為雙援庄、竹仔腳庄，西南邊及西邊為大潭庄。
1901年（日治明治三十四年）11月11日，全台設置二十廳，該庄隸屬於嘉義廳。1904年（明治三十七年）2月15日，該庄編入「打貓區」，隸屬於嘉義廳。1909年（明治四十二年）10月25日，全台整併二十廳為十二廳，該庄仍隸屬於嘉義廳。1910年（明治四十三年）1月18日，各區管轄區域調整，該庄改隸屬於嘉義廳的「雙溪口區」。
1920年（大正九年）10月1日，全台廢十二廳改設五州二廳，該庄改制為「西庄」大字，隸屬於臺南州嘉義郡新巷庄（新制街庄）。
戰後新巷庄改制為新港鄉，隸屬於臺南縣，大字亦改制為村。1950年（民國39年）10月25日，雲、嘉、南分治，新港鄉改隸屬於嘉義縣。

## 聚落
本地區發展較早的聚落為西庄，在日治期初期的官方地圖上已有記載。

## 交通
縣道164號是金湖至民雄（實際終點在新庄子）的道路，經過本地區南端。由該道路西行可前往新港鄉新港市區、六腳鄉東北端、北港鎮、水林鄉、口湖鄉，並止於新港（金湖）聚落東側的省道台17線路口暨省道台61線（西部濱海快速公路）口湖交流道；東行可前往民雄鄉的新庄子地區西南部，並止於縣道162乙線轉角路口。